# Bohnert (Kosel)

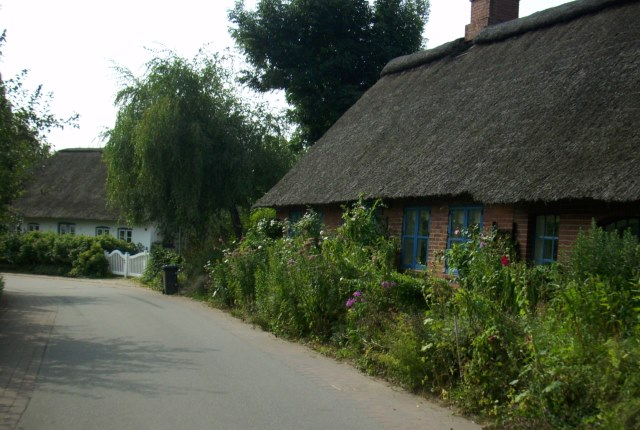
Reetgedeckte Häuser in Bohnert

Bohnert (dänisch Bonert, tlw. Bonum) ist eine südöstlich der Schlei auf der schleswigschen Halbinsel Schwansen gelegene Ortschaft in Schleswig-Holstein.

## Geschichte
Bohnert war bis vor 1977 eine eigenständige Gemeinde. Seitdem ist der Ort Teil der Gemeinde Kosel. Historisch gehörte Bohnert bereits zum Kirchspiel Kosel (dänisch Kosel Sogn) innerhalb der Riesebyharde. Bis zur Verkoppelung 1777 war der Ort Besitz des Gutes Eschelsmark.
Der Ortsname ist 1352 erstmals als Boner schriftlich dokumentiert. Im 16. Jahrhundert findet sich die Form Bonum mit einem sekundär angefügten -t. Der Name steht mit dem germanischen *bon für weiß oder rein in Verbindung (vgl. auch blank).
1417 wurde durch den dänischen König Erich von Pommern bei Bohnert die Königsburg erbaut, von der jedoch nur noch die Burggräben erhalten sind. 1903 wurde eine Villa auf dem Gelände errichtet. Unweit der Königsburg befindet sich die kleine Halbinsel Finsterstern (Den mørke Stjerne), auf der im Mittelalter eine Kapelle in Andenken an den Mord an König Erik IV. 1250 gestanden haben soll. Südlich des Ortes liegt das Ornumer Noor als Ausbuchtung (Noor) der Schlei.
Außerhalb des Ortskerns befinden sich die Siedlungen Bohnertfeld (Bonertmark), Kehlkahr (Kelkjær) und Hülsen (Hylse). Nördlich von Bohnertfeld liegt die Halbinsel Hakenhöft (Hagehoved), von der es früher eine Fährverbindung über die Schlei nach Ulsnisstrand gab. Hülsen ist eine frühere Kätnerstelle, die Flurbezeichnung (Hülse) weist auf Stechpalmen (vgl. auch die angeldänische Bezeichnung für Stechpalme hyffel oder høffel), vermutlich hat es hier früher einen Hülsenhain gegeben.
Heute befinden sich hier moderne Ferienhäuser und die kleine Marina Hülsen.

## Persönlichkeiten
- Christian Kock (1867–1949), Lehrer und Heimatforscher; unterrichtete von 1890 bis 1928 in Bohnert